# Theodor Gülich
Theodor Gülich (* 29. Januar 1829 in Schleswig; † 27. Januar 1893 in Burlington (Iowa)) war ein deutsch-amerikanischer Sozialist und Jurist. Er war der Sohn von Jakob Guido Theodor Gülich.

## Leben
Er studierte am Polytechnikum in Stuttgart. 1851 wanderte er nach dem Zusammenbruch der schleswig-holsteinischen Erhebung, an der auch sein Vater an noch prominenterer Stelle beteiligt war, in die USA aus. Dort gründete er in Davenport (Iowa) die Zeitung Der Demokrat, für die auch Theodor Olshausen schrieb. In seiner norddeutschen Heimat hatte er zuvor für Das Volk in Rendsburg politische Lyrik verfasst. Später wurde er ab 1857 als Rechtsanwalt tätig. 1852 gründete er in Davenport einen Sozialistischen Turnverein. Er setzte sich auch für die Gleichberechtigung der Frauen ein.